# Agios Efstratios
Agios Efstratios (grekiska: Άγιος Ευστράτιος) är en ö i Grekland. Den ligger i Egeiska havet, och tillhör regiondelen Lemnos i regionen Nordegeiska öarna. Arean är 44 kvadratkilometer.
Under antiken var ön känd som Halonnesos.